# Akadémiák Nemzetközi Szövetsége
Az Akadémiák Nemzetközi Szövetsége (Union académique internationale) a humán- és társadalomtudományokat kutató akadémiák világszervezete. Jelenleg 63 ország több mint száz akadémiáját és tudós társaságát tömöríti. 1964-ben Erasmus-díjjal tüntették ki. 
Párizsban, 1919-ben az Académie des inscriptions et belles-lettres javasolta, hogy a nemzeti tudományos akadémiák hozzanak létre nemzetközi szövetséget. A felhívás nyomán 11 ország (Belgium, Dánia, az Amerikai Egyesült Államok, Franciaország, Nagy-Britannia, Olaszország, Görögország, Japán, Hollandia, Lengyelország és Szovjetunió) akadémiai képviselői gyűltek össze Párizsban, és 1919. október 18-án csatlakoztak az Akadémiák Nemzetközi Szövetségéhez. 1920 májusában, Brüsszelben tartották meg az első közgyűlést, ahol kijelölték a akadémiák közötti együttműködés első projektjeit. A szövetség elsődleges célja a tudományos akadémiák közötti együttműködés elősegítése nemzetközi szinten elismert kutatásokon és akadémiaközi publikációkon keresztül. A szövetség arra ösztönzi az akadémiai tagokat, hogy aktívan vegyenek részt a folyamatban lévő nemzetközi projektekben, és hogy tegyenek javaslatokat új, több tudományterületet érintő és nemzetközi projektekre az UNESCO, az International Council for Philosophy and Humanistic Studies (ICPHS), az International Social Science Council (ISSC), az Organization of American States (OAS), a European Research Area (ERA), a European Research Council (ERC), vagy a Science Europe bevonásával. A szövetség biztosítja a hosszú távú nemzetközi kutatási projektek finanszírozását, eddig több mint 3000 projekt valósult meg, közöttük szótárak és enciklopédiák. A szervezet az emberiség múltjának kutatása mellett kulturális és történelmi világörökségének védelmével is foglalkozik. 
A Magyar Tudományos Akadémiát Maróth Miklós képviseli a szövetségben. 